# Anna (Disney)
Rainha Anna de Arendelle é uma personagem fictícia que aparece na 53ª animação do Walt Disney Animation Studios, Frozen (2013). Ela é dublada por Kristen Bell quando adulta, sendo também utilizadas as vozes de Livvy Stubenrauch e Katie Lopez para as falas e canto quando ela era uma criança, respectivamente. Agatha Lee Monn também fez a voz de canto para Anna, retratando-a como uma garota de nove anos.
Criada pelos codiretores Jennifer Lee e Chris Buck, Anna foi baseada em Gerda, uma personagem do conto de fadas dinamarquês A Rainha da Neve por Hans Christian Andersen. Na adaptação para o filme da Disney, Anna é a princesa de Arendelle, um reino escandinavo ficcional. Ela também é a irmã mais nova da Princesa Elsa (Idina Menzel), que é a herdeira do trono e possui a habilidade de criar e controlar o gelo e a neve. Quando Elsa mostra seus poderes e foge deixando Arendelle em um inverno eterno após sua coroação, Anna vai atrás da irmã determinada a trazê-la de volta e salvar o reino e a sua família.
O conto de fadas original e os personagens de A Rainha da Neve estavam causando problemas para adaptar a obra em um filme. Diversos executivos de cinema, incluindo Walt Disney, tentaram adaptar a história mantendo o seu sentido, ocasionando inúmeras adaptações arquivadas que não puderam ser feitas devido aos personagens. Finalmente, os diretores Buck e Lee resolveram o problema ao retratar Anna e Elsa como irmãs, estabelecendo uma relação dinâmica entre os personagens.
Anna recebeu críticas positivas dos críticos de cinema, que elogiaram a determinação e o entusiasmo de sua personalidade. Bell também foi bastante elogiada por sua performance no filme.  Houve relatos de que Anna seria introduzida na linha Disney Princesa junto com Elsa, tornando-se a 12º princesa oficial em 2014. No entanto devido ao seu enorme sucesso, ela acabou ganhando uma franquia separada junto de sua irmã Elsa, entretanto, ela é considerada uma Princesa Honorária, já que constantemente pode ser vista com as demais princesas oficiais.

## Desenvolvimento

### Origem e concepção

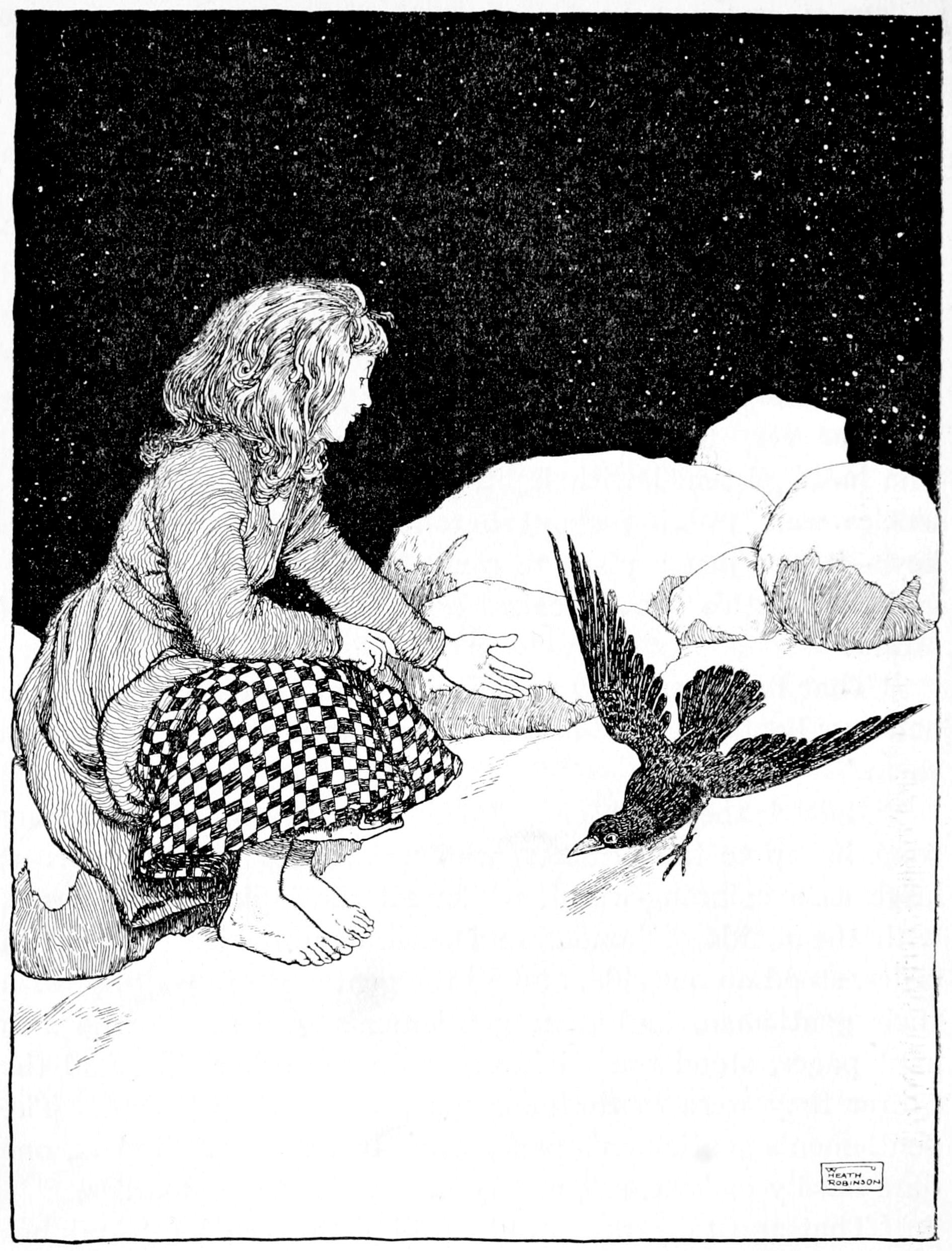
Uma ilustração de Gerda, a personagem em que Anna foi baseada.

As tentativas de produzir uma adaptação de A Rainha da Neve começaram nos estúdios da Disney por volta de 1943, quando Walt Disney se juntou com Samuel Goldwyn para produzirem um filme biográfico de Hans Christian Andersen. No entanto, a história e a particularidade da personagem Rainha da Neve se tornaram problemas para a Disney e seus animadores. Um dos principais problemas da história original era a interação necessária entre a protagonista, Gerda (que mais tarde serviu de inspiração para Anna), e a Rainha da Neve. A versão de Andersen não possui nenhum confronto entre elas: quando a corajosa Gerda entra no castelo de gelo da Rainha da Neve e derrama as lágrimas sobre Kay, a Rainha da Neve não pode ser vista. Dessa forma, não era possível transformar o conto de fadas em um filme. Mais tarde, diversos executivos da Disney, entre eles Glen Keane, Paul e Gaëtan Brizzi, Harvey Fierstein, Dick Zondag e Dave Goetz, tentaram fazer essa obra se transformar em um filme, mas nenhum deles conseguiu. Por volta de 2008, Chris Buck mostrou a sua versão de A Rainha da Neve para a Disney. Na época, o projeto seria uma animação tradicional chamada Anna e a Rainha da Neve. No entanto, no começo de 2010, a produção acabou tendo o mesmo problema anterior e foi interrompida novamente. A co-diretora de Frozen, Jennifer Lee, comentou: "Um dos problemas do [material] original para nós de diversas formas é que se trata de uma história muito simbólica. É muito difícil traduzir o simbolismo em coisas concretas. O filme é concreto, então você precisa traduzi-lo."
Depois do sucesso de Tangled, a Disney anunciou em 22 de dezembro de 2011 um novo filme, Frozen, junto com sua data de estreia, 27 de novembro de 2013. Peter Del Vecho e John Lasseter assumiram o cargo de produtores do projeto. Agora que o filme estava revivido de novo, um dos maiores desafios de Buck e de sua equipe era elaborar a aparência dos personagens. Os storyboards foram apresentados para John Lasseter, que dizia para a equipe de produção: "Vocês não fizeram profundidade o suficiente". Lasseter comentou que a última versão de Chris Buck foi divertida e alegre, mas não tinha muitas expressões e que ela, por tanto, não ressoava para o produtor.
A personalidade de Gerda, conhecida como Anna, foi uma das três mais trabalhadas no roteiro, junto com a da Rainha da Neve, Elsa, e de Kristoff, baseado em Kay. Os personagens não eram considerados familiares entre si e isso foi resolvido ao estabelecer Anna e Elsa como irmãs, uma ideia sugerida por alguém da equipe de escrita. Isso mudou a história dramaticamente, transformando o conflito entre o bem e o mal para o conflito entre o amor e o medo. Buck declarou que seu roteiro ainda continha partes essenciais da história e a personalidade da personagem Gerda havia sido mantida, citando as semelhanças entre a história original e a sua versão: "[Gerda] não desistirá de encontrar sua amiga Kai. A única coisa que ela realmente tem, ela não é uma super heroína nem nada, mas ela tem o amor. E é o amor que vence o medo no final".

### Voz

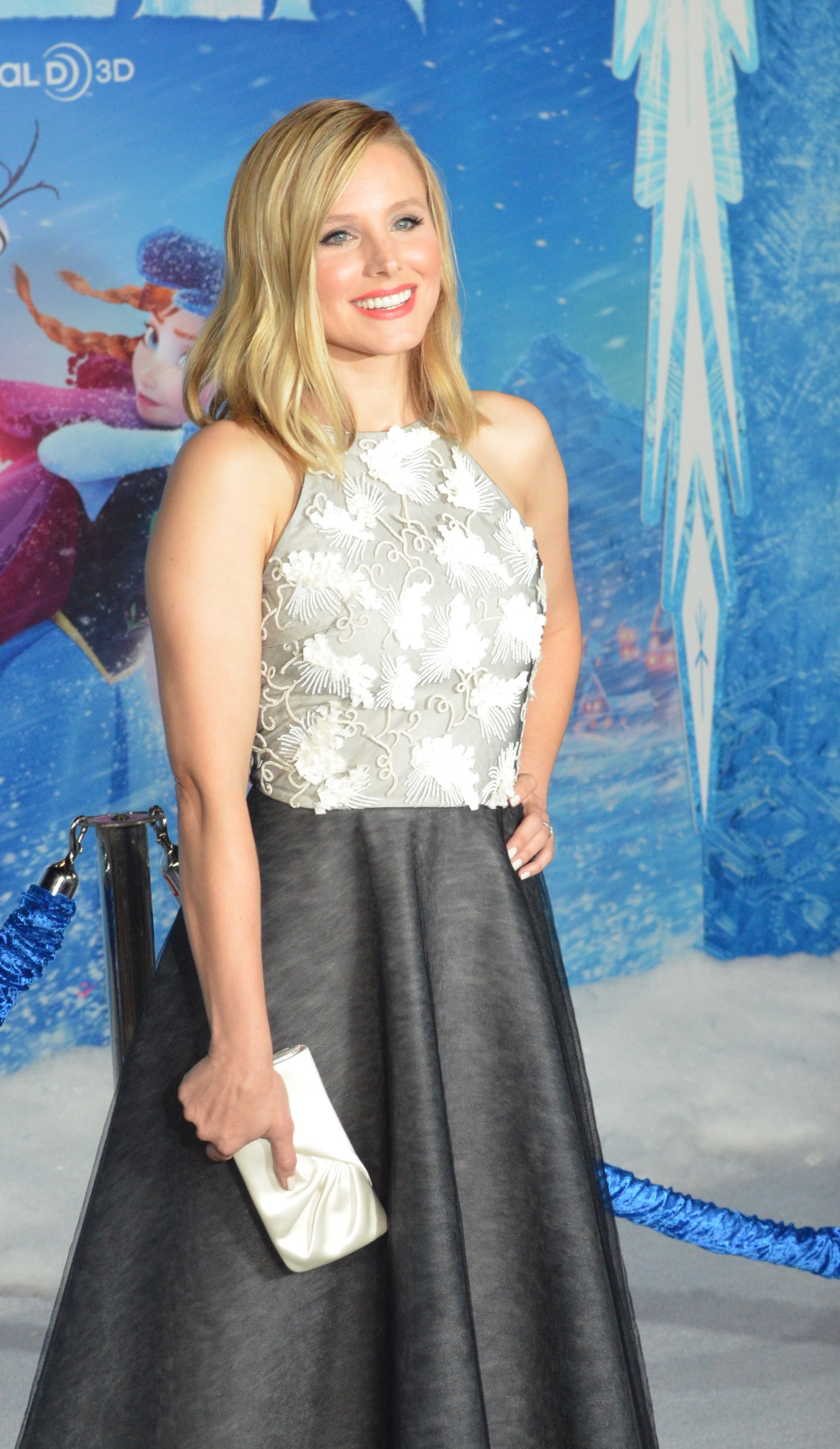
Kristen Bell é responsável pela voz de Anna.

Em 5 de março de 2012, Kristen Bell foi escolhida para dublar a Anna adulta. Livvy Stubenrauch foi escolhida para retratar Anna quando criança, enquanto Katie Lopez, filha do casal da equipe de compositores do filme, Kristen Anderson-Lopez e Robert Lopez, providenciou a voz de canto para a jovem Anna na música "Do You Want to Build a Snowman?". Além disso, Agatha Lee Monn, filha de Jennifer Lee, retratou a Anna adolescente nessa canção. Lee explicou sobre a decisão do elenco: "Queríamos usar o primeiro dos dois versos desta canção para mostrar a personalidade da Anna. E queríamos o canto feito por crianças e que soasse de verdade, não necessariamente crianças da Broadway". Kristen Bell e Idina Menzel (quem dublou Elsa no filme) tinham feito a audição para Rapunzel em Tangled e já se conheciam, mas não conseguiram o papel.
Ao falar de seus sentimentos ao conseguir o papel, Bell disse: "Desde que eu tinha 4 anos, eu sonhava em estar em um filme da Disney". Então, ela completou dizendo: "Foi o primeiro objetivo que estabeleci para mim mesma. Parecia que isso não era real". Ela descreveu os filmes da Disney como "os únicos que [ela] assistia inúmeras vezes quado era criança" e que "sabia todas as falas de A Pequena Sereia". Além disso, disse que amava o filme Aladdin. Quando perguntada sobre seu personagem favorito da Disney, Bell disse: "Ariel de A Pequena Sereia, porque eu acho que foi uma mudança para a Disney, onde uma protagonista feminina - a 'princesa', penso - não quer apenas encontrar seu amor. Ela cantava: 'Eu quero estar onde as pessoas estão / Eu quero ver o mundo / Eu quero me aventurar fora da minha zona de conforto'". Bell descreve sua primeira reação quando descobriu que estava no elenco: "Eu estava muito feliz". Lee admite que a admissão de Bell no elenco foi influenciada após os cineastas ouvirem faixas vocais de A Pequena Sereia, que incluam a canção "Part of Your World", que a atriz gravou quando era pequena. Sem essas gravações, Lee afirmou que teria sido muito difícil encontrar a dubladora certa para Anna.
Os diretores, Buck e Lee, também ficaram impressionados com a sintonia entre Kristen e Idina. Buck disse: "Durante uma das nossas passagens de leitura antecipada, Kristen e Idina cantaram uma balada que tinha tanta emoção que todos na sala estavam em lágrimas". Ele completou: "Isso não mostrou apenas o quão incrível eram as vozes delas juntas, mas o poder que a música teria na história". Porém, Bell não estava confiante em gravar com Menzel, descrevendo a experiência de trabalhar com sua co-estrela como "desesperadora". As duas tinham ensaiado na casa de Idina uma música chamada "Wind Beneath My Wings", na qual Bell elogiou a voz poderosa de Idina. Em relação as músicas que ela performou no filme, Kristen disse: "Estamos cantando as músicas adoráveis de Kristen e Bobby Lopez, que escreveram Book of Mormon. Por isso, a música é realmente muito divertida. É, de fato, uma boa música. Eles são pessoas incríveis para se trabalhar".
A diretora Jennifer Lee acredita que não poderia ter uma Anna melhor do que  Kristen Bell, dizendo: "Foi definitivamente uma surpresa maravilhosa ouvir sua voz [durante as audições], sem saber que ela tinha formação clássica. Além disso, ela tem uma voz calorosa e doce. Ela era tudo o que esperávamos para Anna". O co-diretor Chris Buck compartilha a mesma opinião de Lee, completando: "Kristen Bell foi a primeira pessoa que vimos para Anna. Fizemos várias audições para encontrar a Anna, mas sempre voltávamos nela. Desde o começo a amamos e ela se tornou uma espécie de Anna e a Anna se tornou ela. Não sei qual das duas é qual". Idina Menzel também se surpreendeu com a habilidade de canto da sua co-estrela, afirmando: "Eu não sabia o quão incrível ela era como cantora. Eu descobri isso rapidamente e precisava constantemente dizer isso a ela, porque ela não contava a ninguém! Ela estava sempre se subestimando". A compositora Kristen Anderson-Lopez elogiou a rápida compreensão de Bell das suas ideias, dizendo que a dubladora poderia colaborar com ela pelo resto da sua vida se pudesse. O animador de Anna, Becky Bresee, comentou sobre a voz de Bell: "Preste bastante atenção, então você pegará os bits e os fragmentos".
Durante a produção, Bell e Menzel fizeram muitas gravações e regravações, e ficaram juntas na mesma sala durante as cenas emocionais fundamentais entre as irmãs. O produtor Peter Del Vecho disse: "Temos Kristen e Idina juntas na canção. Isso realmente colaborou a elevar a música, porque elas tinham um dueto no filme e isso definitivamente as ajudou". Chris Buck mais tarde comentou que deixar as atrizes juntas fez com que a química entre elas se intensificasse, tornando a interação entre as irmãs mais real. As sessões de gravação de Bell foram concluídas enquanto ela estava grávida, mas ela teve que regravar algumas partes depois do parto, embora sua voz estivesse mais intensificada. Depois de assistir ao filme completo, Bell descreveu sua performance como "legal, assustadora, surreal e chocante".

### Design e caracterização
Anna e o filme em geral sofreram uma série de mudanças na história e transformar a heroína na irmã mais nova da Rainha da Neve foi a mais notável. Ao descrever o processo de desenvolvimento do personagem, a diretora Jennifer Lee admite: "Até mesmo com Anna foi um cabo de guerra por um bom tempo. Há elementos que não colocamos em Anna até tarde da produção, então mudamos partes da animação para isso". Bell geralmente descreve a personagem dizendo: "Ela não tem boas posturas, não é muito elegante, mas é uma boa pessoa e é bastante determinada". Lee adicionou: "Ela não nem tem nenhum super poder, mas Anna é uma dessas pessoas comuns que fazem uma coisa extraordinária". Ao contrário de sua irmã Elsa que representa o medo, Anna representa o amor. Anna é bastante otimista e tem um coração excepcional. O diretor Chris Buck mais tarde disse: "A arma secreta [da Anna] é o amor", enquanto o chefe da história Paul Briggs comentou: "uma personagem que está disposta a ficar do seu lado e defende é o certo". Nas imagens dos personagens principais de Frozen lançadas em julho de 2013, Anna e seu papel no filme foram descritos como se segue:
Anna é mais ousada do que graciosa e, às vezes, pode agir antes de pensar. Mas ela também é a pessoa mais otimista e carinhosa que você já conheceu. Ela deseja voltar a ser próxima da irmã, Elsa, como eram durante a infância. Quando Elsa acidentalmente revela o segredo mágico que possui que coloca o reino de Arendelle em um inverno eterno, Anna embarca em uma aventura perigosa para fazer a coisa certa. Armada apenas com sua coragem, uma atitude de nunca desistir e sua fé, Anna está determinada a salvar tanto o seu reino quanto sua família.
Era preciso de uma pessoa que entendesse e desenvolvesse o personagem e fosse capaz de transmitir isso a equipe. Então, os diretores e produtores decidiram ter um chefe e supervisores de animação em personagens específicos. Becky Bresee foi a supervisora de animação de Anna. Ela descreveu seu trabalho como "fazer o personagem mais acreditável". Para conseguir isso, ela teve que fazer inúmeras alterações nas cenas entre Anna e Kristoff, fazendo com que cada uma delas enfatizasse os gestos da personagem de forma diferente. Bresee explicou: "Anna é um pouco nervosa e inquieta e tive que encontrar uma maneira de colocar isso na animação".
Bell disse que Anna primeiramente foi escrita de uma maneira mais simples e comum. Ela disse: "Na primeira versão do roteiro, ela foi escrita mais certinha na minha opinião. Ela era um tipo específico de pessoa e muito feminina". A atriz admitiu que sempre quis fazer parte de uma animação da Disney, mas ela "queria ser um tipo bem específico de princesa", uma que "fosse mais complicada que as princesas comuns", não alguém com boas posturas ou que falasse bem. Quando foi oferecida a ela o papel de Anna, ela deu muitas sugestões aos diretores. Eles a compreenderam e a deixaram moldar a personagem do jeito que ela queria, pois queriam que o filme fosse o mais verdadeiro possível. Bell fez algumas mudanças em Anna, entre elas incluir sua própria personalidade na personagem e deixar Anna uma heroína amigável, sendo as duas propostas totalmente apoiadas pelos diretores. Bell chamou a cena em que Anna tem seu primeiro encontro com Hans como um "momento típico da Disney", em que os personagens se aproximam e acabam se apaixonando. Bell queria que as palavras de Anna refletissem o que ela mesma diria na vida real, comentando: "Eu acho que eu diria: 'Isso é estranho. Você não é estranho. Eu, eu que sou estranha. Você é lindo. Espera—o quê?'. As palavras apenas saem da boca dela bem rápido e ela tem de voltar atrás". Nas cenas em que Anna acorda com saliva em todo rosto, Bell "queria que ela também tivesse cabelo na boca", o que foi inspirado na sua própria vida real, comentando: "Às vezes eu acordo dessa forma. Daí você tem cabelo na sua boca e começa a tossir. Os animadores fizeram o que eu estava tentando fazer. É legal e e muito mais divertido quando o material é realista assim, em vez da perfeição de acordar com rímel nos olhos". O bufar e o tropeço de Anna também foram inspirados na vida real de Bel. Também houve sessões de gravação com Bell para ajudar na animação da personagens e os animadores levaram em consideração coisas sutis como o fato da atriz morder o lábito bastante. De acordo com a diretora Jennifer Lee, Anna é um pouco equivocada.
Quando perguntada sobre o grade charme de Anna, Bell disse: "O charme dela está em algum lugar entre sua sinceridade e seu otimismo. Anna é genuína, sincera e cheia de otimismo e pessoas otimistas sempre são mais carismáticas e muitos mais atrativas do que aquelas de mau humor". Ela também explicou porque a personagem parecia tão amável para ela: "Ter Ana em um situação em que ela começa o filme sem nenhum amigo, porque seu estilo de vida não lhe permitiu ter um reino completo. Ela corre por aí, porque ela quer ter amigos". Bell fala que a história do filme é "outro ponto de virada" para a animação da Disney, porque é retratado na história o amor entre as irmãs, um amor não romântico. Anna quer o mundo e quer o explorar, mas ela também quer ter pessoas ao seu redor, especialmente de sua família. Bell completou: "Não é algo muito tradicional para um filme da Disney".
Sobre a influência de Bell na Anna, o diretor Chris Buck disse que a personalidade dela era apenas muito engraçada e energética. Ele disse: "Nós tínhamos a personagem Anna, mas Kristen realmente veio e a tornou ainda mais engraçada e doce eu acho, e mais acreditável, como um personagem de terceira dimensão". Ele também admitiu que "se apaixonou pela voz e espírito de Bell". A diretora Jennifer Lee diz que amou Bell, porque a atriz era semelhante a ela. Lee adicionou: "Por causa disso, ela foi uma fantástica colaboradora". Os compositores Kristen-Anderson Lopez e Robert Lopez mais tarde comentaram que eles escreveram muitas canções para Anna, porém "quanto mais eles trabalhavam com Kristen Bell, cada vez mais eles eram influenciados". Eles rapidamente entenderam quem Anna era por causa da Kristen Bell.
As roupas de Anna no filme foram baseadas no estilo de roupas norueguesas. Depois de muitas pesquisas, a diretora de arte Brittney Lee e a sua equipe encontraram materiais que poderiam ser usados para as roupas. A co-diretora Jennifer Lee criou um guarda-roupa alegre, com estampas florais e cores saturadas, que refletem da personalidade de Anna. Os animadores também levaram em conta o clima de onde Anna vive, criando roupas em lã e veludos pesados, refletindo a roupa tradicional da região escandinava no inverno. Eles também adicionaram estruturas aos trajes, como vestidos plissados, que permitem movimentos, dando ao personagem um aspecto mais livre. A fim de aprofundar o contexto cultural do filme, rosemaling, uma arte popular de decoração de Noruega, foi adicionada nos trajes de quase todos os personagens. Anna e sua irmã, Elsa, também usaram muitos tipos de trajes e camadas de roupas que nunca tinham sido feitas antes. Como esses personagens estão correndo na neve, eles têm que ter saias, roupas, capas "e eles têm todas essas camadas e camadas de coisas que são todos meticulosamente desenhadas", explicou Brittney.

#### Modelo da personagem
Anna tem características faciais perceptíveis de uma heroína típica da Disney, incluindo olhos grandes, lábios finos e um nariz pequeno. Sua aparência física tem atraído muitas comparações entre ela e  Rapunzel de Tangled, embora elas tenham diferenças consideráveis. Os olhos de Anna são um pouco mais virados para cima, suas bochechas são mais cheias, o rosto e o queixo são mais redondos e as sobrancelhas e os cílios são mais grossos do que de Rapunzel. Ela também tem mais sardas do que Rapunzel, tendo até mesmo nos seus ombros. As sobrancelhas de Anna tem uma dobra quando elas se movem e ela tem músculos no pescoço predominantes, que aparecem quando ela fala. A roupa de aventura de Anna contém as cores magenta, preto, azul claro e escuro, com desenhos florais na parte de baixo do seu vestido.

## Aparições

### Frozen
Anna é a filha mais nova da família real de Arendelle, cuja irmã mais velha, Elsa, nasce com o poder de criar e controlar o gelo e a neve. Quando eram crianças, elas costumavam brincar usando as habilidades de Elsa, criando um paraíso de inverno para a  diversão delas. Depois de criar um boneco de neve chamado Olaf, Elsa acidentalmente atinge Anna com sua magia. O rei e a rainha rapidamente levam Anna para os trolls da montanha a ajudarem. O rei troll, Pabbie, apaga da memória de Anna a magia da sua irmã, anulando o feitiço, deixando apenas lembranças de diversão entre as duas. Pabbie adverte Elsa para controlar melhor seus poderes, pois se tivesse atingido o coração de Anna, ela poderia ter morrido. Para proteger Anna, o rei e a rainha trancam as portas do castelo e isolam Elsa em seu quarto. Confusa com a perda repentina de contato com Elsa, Anna faz repetidas tentativas fracassadas para tirá-la do seu quarto. Elsa se preocupa muito com a irmã e, traumatizada pela experiência de colocar sua vida em risco, ela permanece isolada. Eventualmente, Anna desiste de restabelecer o vínculo entre elas. As irmãs se tornam mais distante depois que seus pais, o rei e a rainha de Arendelle, morrem em um naufrágio. Devastada pela notícia, Anna tenta falar com a irmã, mas Elsa se recusa a sair do seu quarto.
Três anos depois, quando Elsa se torna uma adulta, ela será coroada rainha. O povo de Arendelle está animado com os preparativos para o dia de sua coroação. Anna está bastante feliz quando as portas do castelo se abrem pela primeira vez desde que era pequena. A jovem princesa deixa claro o quanto está feliz em deixar para trás sua vida solitária e começa a conhecer novas pessoas, com esperanças de encontrar um amor. Explorando a cidade, Anna esbarra em um cavalo que pertence ao príncipe Hans das Ilhas do Sul. Apesar do encontro estranho de início, os dois rapidamente se apaixonam um pelo outro. Embora Elsa esteja com medo de seu segredo ser revelado, sua coração não teve acidentes. Na festa de recepção, Anna dança com Hans e eles têm um encontro no reino. Mais tarde, eles descobrem que têm muito em comum e Anna aceita se casar com ele. Anna pede permissão para se casar com Hans para Elsa, que recusa aquilo e a critica por se envolver com alguém que acabou de conhecer. As duas acabam brigando e Anna perde a paciência, deixando Elsa com raiva e fazendo a irmã expor suas habilidades acidentalmente. Após as reações de espanto da multidão, Elsa foge do castelo em pânico e acaba se escondendo nas montanhas geladas. Durante sua fuga, ela acaba deixando Arendelle em um inverno eterno. Longe do seu reino, Elsa decide usar seus poderes e constrói um palácio enorme de gelo. Anna, acreditando que tudo aquilo era culpa dela, vai atrás de sua irmã para trazê-la de volta, deixando Hans encarregado de cuidar de Arendelle.
Em um posto de troca durante sua jornada, Anna conhece um homem da montanha chamado Kristoff, um coletor de gelo que concorda em levá-la para a Montanha do Norte. Naquele lugar, ele descobre que um fenômeno mágico aconteceu e ajuda Anna a escapar de uma matilha de lobos, fazendo com que seu trenó fosse destruído depois de cair em um grande buraco e pegar fogo. A dupla e a rena de Kristoff, Sven, se encontram com o boneco de neve chamado Olaf, que os levam até o palácio de Elsa. As irmãs se encontram, mas Elsa não pretende ajudar Anna a acabar com o inverno eterno. Chateada, ela perde o controle de seus poderes, golpeando Anna em seu coração. Desesperada em fazer Anna sair do seu palácio, ela cria uma enorme criatura de neve, que afasta Anna e seus amigos para longe. Ao perceber que o cabelo de Anna está ficando branco, Kristoff a leva para sua família adotiva de trolls. Pabbie diz a Anna que seu coração foi congelado pela magia de sua irmã e somente um ato de amor verdadeiro pode salvá-la de morrer congelada. Kristoff, acreditando que um beijo de Hans pode curá-la, leva Anna de volta para o reino.
Enquanto isso, Hans levou um grupo de solados até o palácio de gelo. Elsa não consegue se defender e é levada a masmorra de Arendelle inconsciente. No castelo, o pedido de Anna por um beijo de Hans é negado, que revela que seu objetivo era apenas tomar o trono de Arendelle. Ele tranca Anna em seu quarto, deixando-a lá para morrer. Hans falsamente afirma que Anna está morta e fala dos votos de casamento dos dois antes dela morrer, tornando-se o governante de Arendelle. Olaf ajuda Anna, enquanto revela o amor que Kristoff sente por ela. Elsa escapa da masmorra e seus medos desencadeiam uma tempestade enorme, mas ela entra em estado de choque quando Hans diz que ela matou Anna e a nevasca para. Quando estava prestes a se encontrar com Kristoff, Anna vê Hans pronto a matar Elsa e, com seu último suspiro, ela pede para ele não fazer aquilo, derrubando-o enquanto ela se congela completamente—o resultado do seu acidente anterior.
Enquanto Elsa chora por sua irmã, Anna começa a se derreter, uma vez que a sua escolha de se sacrificar para salvar sua irmã mais velha constitui um ato de amor verdadeiro. Percebendo que o amor é a chave para controlar seus poderes, Elsa é capaz de descongelar o reino e usar sua magia com segurança em público. Anna confronta Hans e lhe dá um soco no rosto, fazendo-o cair  do navio para dentro d'água. Ela, então, compra um novo trenó para Kristoff como havia prometido e lhe dá um beijo, começando seu novo relacionamento. Anna e Elsa se tornam amigas de novo e Elsa promete que nunca irá fechar as portas do castelo de novo para a alegria de Anna.

### Once Upon a Time
Anna aparece na quarta temporada de Once Upon a Time, sendo interpretada pela atriz Elizabeth Lail.
Após os acontecimentos do filme Frozen, Anna está se preparando para se casar com Kristoff, quando Elsa encontra um diário de sua mãe. Nele está a verdadeira razão do acidente fatal dos seus pais. Determinada a encontrar respostas, Anna adia seu casamento e viaja até a Floresta Encantada (conhecida como Misthaven em Arendelle). Então, ela se encontra com David, um amigo de Kristoff, e o ensina a lutar, para que ele possa defender sua fazenda do malvado senhor da guerra Bo Peep. Após derrotar Bo Peep, David dá o seu cavalo a Anna e a mãe de David fala sobre Rumplestiltskin, um bruxo poderoso que talvez possa dar a ela as respostas que está procurando.
Anna visita Rumplestiltskin, que diz que o Rei e a Rainha de Arendelle foram até ele. Porém, para contar a ela o que eles lhe disseram, Anna teria que dar uma porção para um senhor. Anna tem medo de que a poção seja venenosa e a derrama na fogueira do senhor. Assim, ela volta ao covil de Rumplestiltskin e mente, dizendo que tinha dado a poção para o homem, descobrindo que aquilo na verdade era um antídoto, não um veneno. Não dando o antídoto para o homem, Anna quebra o acordo com Rumplestiltskin e o senhor é transformado em um rato. Além disso, por não ter cumprido as ordens, Anna deveria se tornar escrava de Rumplestiltskin — mas Anna pega a adaga que ele controla e o ordena que nunca prejudique ela ou a sua irmã, e que a mande para casa e lhe dê a sua arma, o chapéu que rouba mágica.
De volta a Arendelle, Anna admite a Kristoff que Rumplestiltskin disse a ela que seus pais estavam com medo de Elsa. Ela não conta isso a Elsa, mas fica chocada ao ver que Elsa está aprendendo a controlar seu poder — por causa de uma mulher chamada Ingrid, que afirma ser irmã de sua mãe e ter poderes de neve como Elsa. Até então, Anna não sabia que sua mãe tinha uma irmã, então fica cética quanto a isso. Enquanto compra suprimentos no mercado de Oaken, ela esbarra em Belle e elas se tornam amigas. Juntas, elas vão ao encontro dos trolls de pedra, onde Anna descobre que sua mãe tinha duas irmãs, chamadas Ingrid e Helga, mas Grand Pabbie mudou a memória de todos em Arendelle. Ao voltar no castelo, Anna e Belle vão até Ingrid. Ingrid vê que Anna tem a arma de Rumplestiltskin e acredita que ela vai trai-la, então ela apanha Anna e a aprisiona. Ingrid diz que Anna não tem nada em comum com ela ou Elsa, além de não ter magia como elas e que, por isso, ela deveria tomar seu lugar. Eventualmente, Anna se reencontra com sua irmã, ajuda Ingrid a ver seus erros e se casa com Kristoff.
Com a introdução dos personagens de Frozen, a quarta temporada de Once Upon a Time teve um aumento de 31% de audiência no outono de 2013 (9.3 milhões de telespectadores), o melhor índice de audiência em quase dois anos.

### Diversas

#### Mercadoria

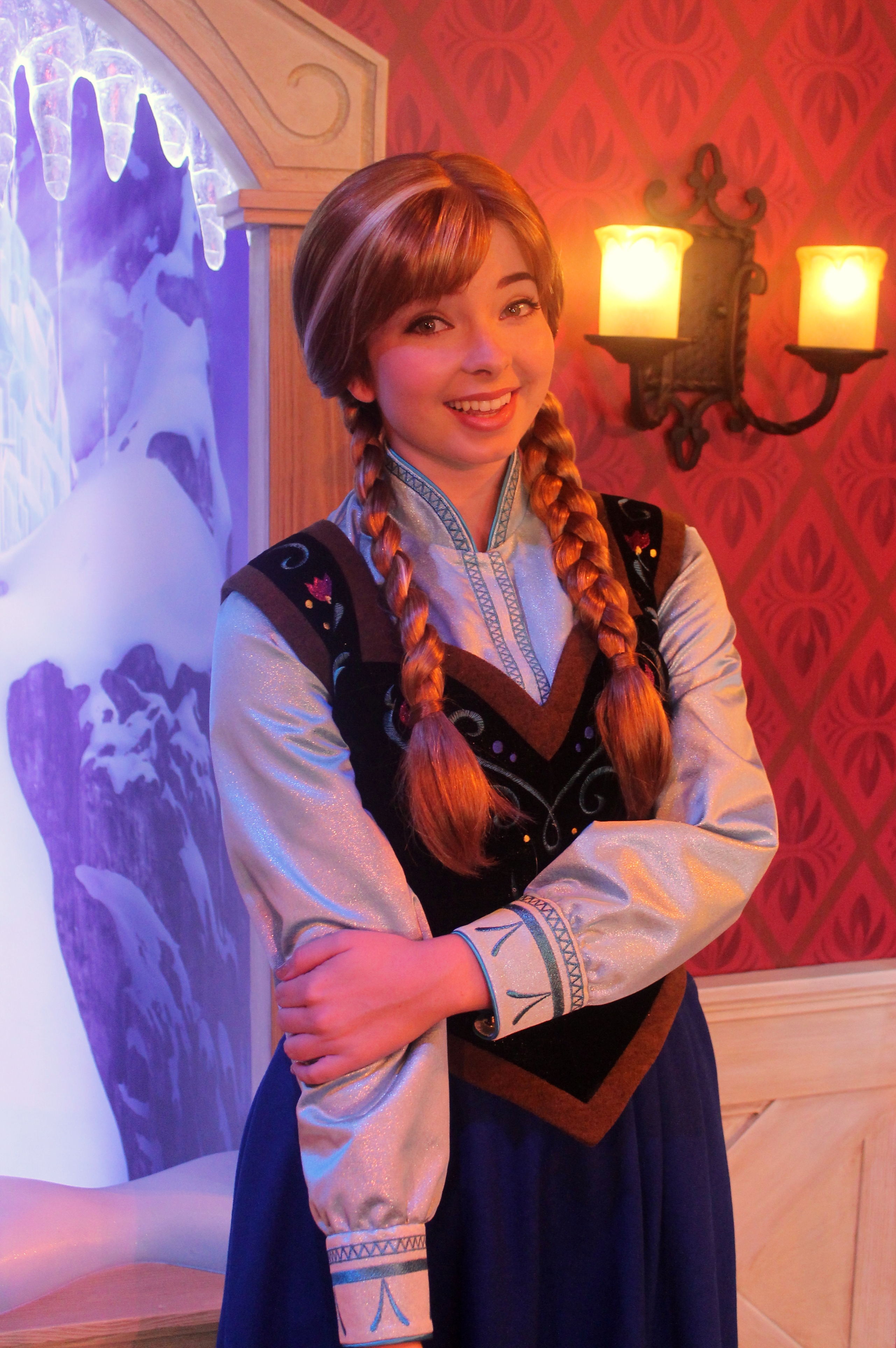
Meet-and-greet da Anna na Disneyland.

Junto com Elsa, Anna poderá ser introduzida oficialmente na linha Disney Princesas, uma franquia de marketing direcionada principalmente a meninas jovens, que fabrica e lança produtos como brinquedos, gravações de vídeo e áudio, roupas e jogos. Em 6 de novembro de 2013, a Disney Consumer Products começou a lançar uma linha de produtos com Anna na Disney Store e em outras lojas. Foram lançadas diversas versões da boneca de Anna, incluindo o conjunto da boneca de moda, o conjunto de mini-boneca, boneca de pelúcia, boneca toddler e uma versão especial chamada  Musical Magic Elsa and Anna Dolls, que acende e toca as músicas principais que aparecem no filme ao segurar a mãos delas ou quando elas seguram a mão uma da outra. Anna também estampa diversos outros produtos, como malas, botas, pijamas, roupas, camisolas, tigelas, pratos, canecas e decorações para casa. Além disso, o filme foi adaptado em livros infantis, com diversas versões que possuem diferentes efeitos sonoros, a voz original dos personagens e mini projetores que projetam imagens do filme na parede. Um dos livros, chamado A Sister More Like Me, incluem ilustrações por Brittney Lee, artista visual de desenvolvimento do filme. Anna e Elsa aparecem como personagens jogáveis no Disney Infinity.

#### Parques temáticos
Em novembro de 2013, antes do lançamento de Frozen, Anna e Elsa realizaram sessões meet-and-greet diárias no Walt Disney Parks and Resorts na Flórida e Califórnia, nos Estados Unidos. No Walt Disney World, as irmãs fizeram sua estreia em 22 de outubro de 2013, em uma atração temporária no Disney's Hollywood Studios, enquanto as principais atrações no Epcot estavam sendo preparadas. Em 2 de novembro de 2013, estrearam oficialmente no Norway Pavilion do Epcot, ao lado de uma galeria da cultura da Noruega, a qual serviu de inspiração para o filme. Uma casa chamada "Recepção Real" foi criada na seção Fantasyland da Disneyland, com um Olaf no telhado falando através do audio-animatronic. Em fevereiro de 2014, as sessões meet-and-greet foram prorrogados indefinidamente, com o tempo de espera para se encontrar com as princesas superior a duas horas. Esse foi o maior tempo de espera para se encontrar com um personagem da Disney. Até 9 de março de 2014, foi relatado que o tempo de espera era de quatro a cinco horas.